# 케투빔
케투빔(Ketubim, כְּתוּבִים, 성문서)은 토라(율법서)와 네비엠(예언서)에 이어 타나크 (히브리어 성경)를 구성하는 세 번째 구분 단위의 명칭이다. 히브리어 성경의 영어 번역에서 이 단락은 일반적으로 "Writings"로 표기한다. 케투빔은 성령으로 말미암아 작성되었다고 믿기지만 예언서에 비해 권위가 한 단계 낮다.
히브리어 성서 사본의 케투빔 안에는 11권의 소책자가 포함되며, 이 가운데 역대기는 '역대기상'(Chronicle 1) 및 '역대기하'(Chronicle 2)를 묶어 한권으로 포함된다. 에즈라기 및 느헤미야기 또한 한권으로 묶여 포함된다.(단, '느헤미야기', '역대기상', '역대기하'의 개념은, 기독교에서 사용되는 장절 체계와 더불어 유대교에서도 사용된다.)

## 내용
- 시프레이 에메트 (진리의 책) :
  - 시편(תהלים 테힐림)
  - 욥기(איוב 이요브)
  - 잠언(משלי 미슐레이)

- 다섯 메길롯 (다섯 두루마기) :
  - 룻기(רות 루트)
  - 아가(שיר השירים 시르 하시림)
  - 전도서/코헬렛(קהלת 코헬레트)
  - 예레미야 애가/애가(איכה 에이카)
  - 에스더/에스테르기(אסתר 에스테르)

- 기타
  - 다니엘서(דניאל 다니엘)
  - 에스라/에즈라 기 · 느헤미야 기(עזרא ונחמיה 에즈라 베네헤미야)
  - 역대기(דברי הימים 디브레이 하야밈)

## 같이 보기
- 타나크
- 성경 목록